# Suikervogels
De suikervogels (Cyanerpes) vormen een geslacht van zangvogels uit de familie Thraupidae. Suikervogels zijn erin gespecialiseerd zich middels hun lange, dunne snavels te voeden met nectar. 

## Soorten
Het geslacht kent de volgende soorten:
- Cyanerpes caeruleus  – Purpersuikervogel
- Cyanerpes cyaneus  – Blauwe suikervogel
- Cyanerpes lucidus  – Geelpootsuikervogel
- Cyanerpes nitidus  – Kortsnavelsuikervogel

Buiten bovenstaande soorten wordt de benaming "suikervogel" ook gebruikt voor de groene suikervogel (Chlorophanes spiza), die echter tot een ander geslacht binnen de familie Thraupidae behoort. 